# Península de Yura

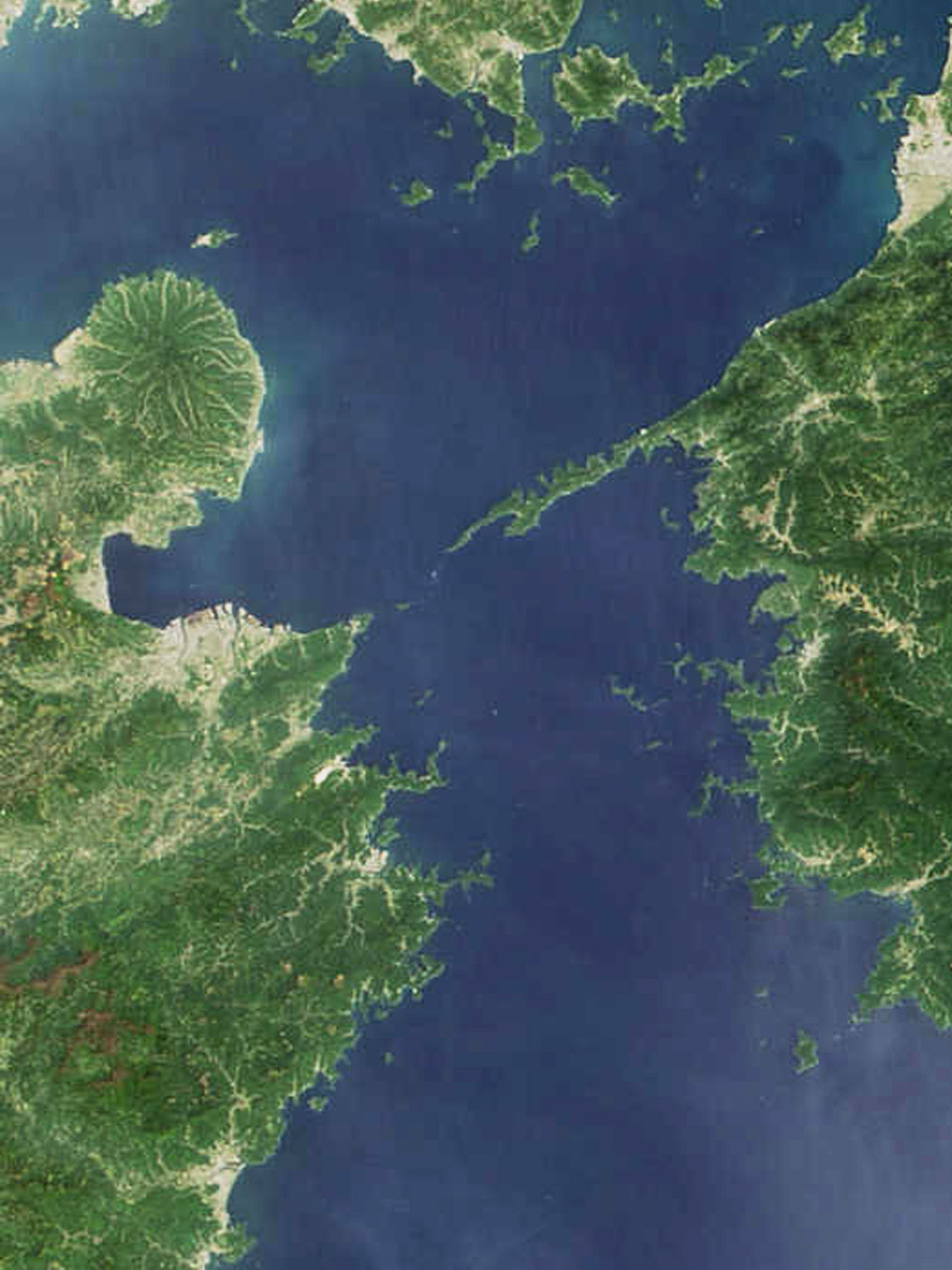
Vista del estrecho de Bungo Suidō con la estrecha y larga península de Yura.

La península de Yura (由良半島 Yura-hantō?) es una península del Japón que se encuentra en la costa occidental de la isla de Shikoku (Región de Shikoku), y que se adentra hacia el estrecho de Bungo Suidō (en el mar de Uwa). 

## Características
Es una península alargada y estrecha, por cuya parte central corre el límite que separa la Ciudad de Uwajima y el Pueblo de Ainan del Distrito de Minamiuwa, ambas en la prefectura de Ehime. Tiene una longitud aproximada de 13 km y parte de ella está incluida en el Parque Nacional Ashizuri Uwakai (足摺宇和海国立公園] Ashizuri Uwakai Kokuritsu-kōen?).
Debido a su forma, los pescadores demoraban mucho tiempo en bordear la península, y en cercanías de su extremo era habitual que se produjeran accidentes. Por ello, los poseedores de botes pequeños preferían acortar camino atravesando a pie cargando sus botes por un paso que se encontraba en la zona central de la península. Incluso había personas que realizaban ese trabajo a pedido. En 1966 se construyó el Canal de Funakoshi (船越運河 Funakoshi-unga?).
Durante la Guerra del Pacífico en su extremo se instaló una base de vigilancia que contaba con instrumental para detectar la presencia de submarinos y con cañones para la defensa. En la actualidad quedan vestigios que atestiguan su ubicación.
La península forma numerosas rías, en las cuales se concentran los pueblos pesqueros. Fue un puerto pesquero, principalmente de sardinas, pero en la actualidad predominan la piscicultura y la producción de perlas.
En la base de la península se encuentra la Ruta Nacional 56, la cual la atraviesa por el Túnel de Torigoe (鳥越トンネル Torigoe-tonneru?). Además la Ruta Prefectural 292 (県道292号 Kendō 292-gō?) la recorre en su totalidad.
- Datos: Q9058119
- Multimedia: Yura Peninsula / Q9058119